# Eleccions legislatives del Kirguizstan de 2015
Les eleccions parlamentàries es van celebrar al Kirguizstan el 4 d'octubre de 2015.

## Sistema electoral
Els 120 escons del Consell Suprem van ser triats per representació proporcional en una circumscripció única en tot el país. Per aconseguir escons, els partits han de superar un llindar electoral del 7% dels vots emesos a nivell nacional i rebre almenys el 0,7% dels vots en cadascuna de les set regions. Cap partit pot ocupar més de 65 escons. Es va exigir que les llistes dels partits tinguessin com a mínim el 30% dels candidats de cada gènere, i que un de cada quatre candidats fos d'un gènere diferent. També es requeria que almenys un 15% dels candidats de cada llista fossin deminories ètniques.
El registre biomètric de votants es va introduir arran de reclamacions de frau electoral en eleccions anteriors.

## Campanya
En el període preelectoral es van crear diversos partits polítics, sovint com un intent dels rics kirguisos de promoure els seus propis interessos. El llavors primer ministre, Temir Sariyev, va afirmar que els llocs en les llistes dels partits es venien als postors, amb rumors que un lloc alt en la llista d'un partit costava entre 500.000 i 1.000.000 de lliures esterlines.
Més del 10% dels possibles candidats no van poder presentar-se a causa de condemnes penals, mentre que el líder d'un partit, un exboxejador, va ser expulsat després que s'afirmés que havia colpejat a un candidat rival.

## Observadors internacionals
Encara que va haver-hi algunes acusacions de frau electoral, l'OSCE va declarar que l'elecció havia estat «animada i competitiva, única a la regió», mentre que la missió de l'Assemblea Parlamentària del Consell d'Europa va afirmar que els ciutadans havien fet la seva elecció "lliurement entre un gran nombre de candidats".
No obstant això, l'OSCE va assenyalar alguns problemes en el registre biomètric dels votants, perquè molta gent no va ser registrada a temps per a rebre la seva targeta d'identificació. El Consell d'Europa va expressar la seva preocupació respecte a la transparència de les campanyes i finançament dels partits, indicant que aquesta ha de ser millorada.

## Resultats
Sis partits polítics van aconseguir entrar a la legislatura unicameral. El Partit Socialdemòcrata va obtenir majoria simple amb 38 dels 120 escons. La Coalició dels partits Respublika i Ata-Zhurt van obtenir 23 escones, quedant en segon lloc i perdent 5 respecte a l'elecció anterior. Això va generar el mateix problema del parlament fragmentat de l'anterior elecció. Finalment, es va formar un govern de coalició liderat pels socialdemòcrates i del qual formaven part el KP, el Partit del Desenvolupament i el Progrés, i el Partit Socialista Ata-Meken, donant com a resultat una majoria absoluta de 80 escons. A principis de 2016, Sooronbay Jeenbekov va ser elegit Primer ministre amb 80 vots a favor.